# Recuerdos de la Alhambra (serie de televisión)
Recuerdos de la Alhambra (en hangul, 알함브라 궁전의 추억; romanización revisada, Alhambeura gungjeonui chueok) es una serie de televisión surcoreana de fantasía, drama y comedia romántica emitida por TVN desde el 1 de diciembre de 2018 hasta el 20 de enero de 2019 y distribuida internacionalmente por el servicio de streaming Netflix. Fue producida por Studio Dragon y Chorokbaem Media y protagonizada por Hyun Bin, Park Shin-hye y Park Hoon.

## Argumento
Yoo Jin-woo (Hyun Bin), es un multimillonario y director general de una empresa surcoreana llamada J One Holdings, especializada en dispositivos ópticos y juegos de realidad virtual. Cuando viaja a Barcelona, España, para asistir a un congreso internacional sobre tecnología, Yoo Jin-woo es contactado por Jung Se-joo (Park Chan-yeol), un joven coreano afincado en Granada, que ha desarrollado un juego innovador de Realidad aumentada (RA en sus siglas en español y AR en sus siglas en inglés).
Muy interesado e intrigado por el nuevo juego, Yoo Jin-woo viaja a la ciudad española de Granada para encontrarse con el inventor y probar el juego, después de que Jung Se-joo lo citara ahí. Entonces, descubre que el juego RA es tan extraordinario que puede cambiar todo el mundo de la realidad virtual y ser el mayor éxito de su compañía, asegurándole el dominio absoluto del mercado mundial de los juegos de realidad virtual.
Pero Yoo Jin-woo no puede encontrar al joven inventor en persona. En su búsqueda, conoce a la hermana mayor del chico, Jung Hee-joo (Park Shin-hye). Una joven surcoreana que llegó hace muchos años a España con el resto de su familia para estudiar y perfeccionar su arte como guitarrista clásica. Pero después de la muerte de sus padres, Jung Hee-joo tuvo que hacerse cargo de sus hermanos menores y de su abuela, y convertirse en la administradora de un modesto hostal en Granada llamado "Hostal Bonita" (ubicado en un edificio antiguo y destartalado), que es propiedad de ella y del resto de su familia. Además del hostal (especializado en turistas surcoreanos) ella tiene que recurrir al trabajo en diferentes empleos, como guía turística, traductora de español a coreano y artesana en un taller de guitarras clásicas, para mantener a su familia. 
Después de un comienzo difícil, Yoo Jin-woo consigue revertir la impresión inicial y ganarse la confianza de Jung Hee-joo, sabiendo que necesita de ella, al descubrir que Jung Se-joo es menor de edad y solamente su hermana mayor (y tutor legal) puede negociar por él los derechos de autor del nuevo juego. Yoo Jin-woo está particularmente impaciente al descubrir que Cha Hyung-seok (Park Hoon) también está interesado en adquirir la propiedad de la nueva tecnología. Cha Hyung-seok fue el socio de negocios y mejor amigo de Yoo Jin-woo pero se convirtió en su peor enemigo y su mayor competidor de negocios, después de que la primera esposa de Yoo Jin-woo, Lee Soo-jin (Lee Si-won), se divorciara de él para casarse con Cha Hyung-seok. 
Cuando Yoo Jin-woo cree haber alcanzado la victoria y la revancha sobre su enemigo, al hacerse con los derechos sobre el juego, su euforia se ve truncada con el perturbador descubrimiento de que el revolucionario juego puede causar la muerte en la vida real de los jugadores, y que su propia vida está amenazada por la implacable persecución de un enemigo fantasmal muy real.
Ahora amenazado por la muerte y la locura, Yoo Jin-woo debe continuar luchando dentro del juego, en un extraño y aterrador limbo entre la realidad virtual y la física, para sobrevivir y recuperar su vida normal.
Para poder salvarse a sí mismo, Yoo Jin-woo debe encontrar al inventor del juego que ha desaparecido misteriosamente, aparentemente víctima de su propia invención.
Mientras tanto Jung Hee-joo, desesperada por encontrar a su hermano menor desaparecido, deberá confiar totalmente en Yoo Jin-woo, a pesar de tener motivos para desconfiar de él, ya que es la única persona capaz de encontrarlo. Y los sentimientos de ella hacia él se volverán más complejos e intensos, ya que desde el principio se sintió atraída por Yoo Jin-woo aunque las vicisitudes hayan conspirado para que ella desconfiara. Y él también se sentirá crecientemente atraído por ella, aunque su pasado amoroso lo hará ser escéptico respecto al amor, con dos matrimonios fallidos acabados en divorcio. Eventualmente, el amor comenzará a surgir entre ambos.
Pero el peligroso juego continuará amenazando la vida Yoo Jin-woo y la felicidad de la pareja, con ambos luchando contra reloj para resolver los misterios que entraña, mientras en la vida real tampoco sabrán en quien confiar.

## Reparto

### Personajes principales
- Hyun Bin como Yoo Jin-woo: Él es un Doctor en Ingeniería que tiene talento para desarrollar juegos de realidad virtual. Yoo Jin-woo fundó la empresa con su mejor amigo y socio Cha Hyung-seok, pero más tarde la primera esposa de Yoo Jin-woo, Lee Soo-jin, lo engañó con Cha Hyung-seok, y eso produjo el divorcio de la pareja, después de lo cual ella se casó con Cha Hyung-seok. Con ambos amigos convertidos en enemigos, Cha Hyung-seok se marchó de la compañía para fundar su propia empresa y competir contra Yoo Jin-woo. Despechado por la traición de su mujer y de su amigo, Yoo Jin-woo se casó con una famosa y escultural actriz, pero su segundo matrimonio acabará en separación después de apenas un año. A pesar de su fracasada vida personal, Yoo Jin-woo es el empresario más prestigioso en el mundo de los juegos de realidad virtual. Cuando en un viaje a España se ve involucrado con un novedoso juego que despliega una revolucionaria tecnología, él creerá haber encontrado la mejor oportunidad de su vida. Pero pronto descubre que, después de un tiempo y de subir de nivel, el juego causa la muerte real de sus jugadores a manos de sus oponentes en las batallas. Ahora Yoo Jin-woo deberá convertirse en un verdadero guerrero que lucha en batallas cada día para sobrevivir, en un limbo entre la realidad y la fantasía mientras trata de encontrar al inventor del juego para hallar la salida a su pesadilla. Mientras tanto no podrá evitar enamorarse de la hermana del creador del juego, Jung Hee-joo, una chica unos cuantos años menor que él. Yoo Jin-woo es intrépido, aventurero y cínico, con habilidad para un sentido del humor negro y sarcástico, ocultando bajo el cinismo y el sarcasmo sus verdaderas emociones.
- Park Shin-hye como Jung Hee-joo: Cuando ella era niña, era una talentosa guitarrista clásica, una joven promesa del arte musical. Por eso su padre decidió embarcar a toda la familia en una aventura al llevarlos a España para que su hija mayor continuara sus estudios en la capital mundial del arte de la guitarra clásica. Pero Jung Hee-joo se desanimó al descubrir que aparentemente no era tan buena y después la tragedia golpeó a su familia con la muerte de su madre y posteriormente la de su padre. Ahora huérfana, Jung Hee-joo tuvo que hacerse cargo del negocio familiar, el hostal o posada fundada por su padre en un antiguo edificio en Granada, y desempeñar otros empleos como trabajadora en un taller artesanal de guitarras clásicas o guía turística, para mantener a sus dos hermanos menores y a su abuela. Por todo eso Jung Hee-joo debió madurar rápidamente y ser una mujer muy sensata para su edad, aunque conserva una personalidad alegre, espontánea y encantadora. Pero su vida sufrirá un cambio radical cuando a ella llegue de pronto Yoo Jin-woo, un misterioso multimillonario, con el que tendrá un comienzo difícil. Al principio Jung Hee-joo desconoce que en realidad Yoo Jin-woo está interesado en el hermano menor de ella, ya que quiere apropiarse de la tecnología inventada por el chico. Muy pronto Jung Hee-joo comenzará a enamorarse de él, pero su relación sufre altibajos y estará marcada por la desconfianza que las acciones de Yoo Jin-woo despiertan en ella. Aunque finalmente ambos deberán unir fuerzas para intentar encontrar y salvar al hermano de Jung Hee-joo, enfrentándose al peligro, mientras el amor surge entre ellos inevitablemente.
- Park Hoon como Cha Hyung-seok: En el pasado él fue el mejor amigo y socio de Yoo Jin-woo, y cofundador de la empresa J One Holdings. Pero Cha Hyung-seok se enamoró de la primera esposa de su amigo y ambos traicionaron a Yoo Jin-woo. Cha Hyung-seok fundó su propia empresa y se convirtió en la principal competencia de su antiguo amigo y ahora enemigo. Durante su estancia en Barcelona para asistir al congreso tecnológico internacional se entera primero de la existencia del nuevo y revolucionario juego, y comienza a jugarlo mientras trata de ganarle a Yoo Jin-woo la competencia para adueñarse de la tecnología. Pero Cha Hyung-seok no sospecha que el juego será su maldición de una manera trágica.

### Personajes secundarios
- Lee Seung-joon como Park Son-ho[4]
- Min Jin-woong como Seo Jung-hoon
- Jo Hyun-chul como Choi Yang-joo
- Kim Yong-rim como Oh Young-shim
- Park Chan-yeol como Jung Se-joo
- Lee Re como Jung Min-joo
- Lee Hak-joo como Kim Sang-bum
- Lee Si-won como Lee Soo-jin
- Kim Eui-sung como Cha Byung-jun
- Ryu Abel como Lee Soo-kyung.[5]
- Han Bo-reum como Ko Yoo-ra
- Lee Jae-wook como Marco Han
- Park Jin-woo como Noh Yong-jun
- Park Hae-soo como A

### Otros personajes
- Shin Jae-ha como un reportero
- Kim Hyun-mok como un empleado de la compañía "Game"

## Recepción

### Audiencia
En azul la audiencia más baja y en rojo la más alta, correspondientes a la empresa medidora Nielsen Korea en Corea del Sur y en el área de Seúl.
| Ep. #    | Fecha de estreno        | Cuota de pantalla en Nielsen | Cuota de pantalla en Nielsen |
| Ep. #    | Fecha de estreno        | Nacional                     | Seúl                         |
| -------- | ----------------------- | ---------------------------- | ---------------------------- |
| 1        | 1 de diciembre de 2018  | 7.5 %                        | 9.1 %                        |
| 2        | 2 de diciembre de 2018  | 7.3 %                        | 9.1 %                        |
| 3        | 8 de diciembre de 2018  | 6.9 %                        | 8.7 %                        |
| 4        | 9 de diciembre de 2018  | 8.1 %                        | 11.1 %                       |
| 5        | 15 de diciembre de 2018 | 6.8 %                        | 8.3 %                        |
| 6        | 16 de diciembre de 2018 | 7.8 %                        | 10.2 %                       |
| 7        | 22 de diciembre de 2018 | 7.4 %                        | 9.9 %                        |
| 8        | 23 de diciembre de 2018 | 8.5 %                        | 11.2 %                       |
| 9        | 29 de diciembre de 2018 | 7.5 %                        | 9.7 %                        |
| 10       | 30 de diciembre de 2018 | 9.2 %                        | 11.7 %                       |
| 11       | 5 de enero de 2019      | 9.4 %                        | 12.4 %                       |
| 12       | 6 de enero de 2019      | 9.8 %                        | 13.5 %                       |
| 13       | 12 de enero de 2019     | 9.3 %                        | 11.8 %                       |
| 14       | 13 de enero de 2019     | 10.0 %                       | 12.9 %                       |
| 15       | 19 de enero de 2019     | 9.0 %                        | 11.4 %                       |
| 16       | 20 de enero de 2019     | 9.9 %                        | 12.3 %                       |
| Promedio | Promedio                | 8.4 %                        | 10.8 %                       |
| E        | 21 de diciembre de 2018 | 3.3 %                        | 4.3 %                        |

## Banda sonora
| N.º | Título                                                                      | Artist        | Duración |  |
| 1.  | «Star (Little Prince)» (별 (Little Prince))                                 | Loco          | 3:02     |  |
| 2.  | «Daydream» (백일몽)                                                         | Elaine        | 4:10     |  |
| 3.  | «Is You»                                                                    | Ailee         | 4:26     |  |
| 4.  | «Memories of the Alhambra» (알함브라 궁전의 추억)                           | George        | 3:05     |  |
| 5.  | «I'm Here»                                                                  | Yang Da-il    | 3:46     |  |
| 6.  | «Maybe We» (우린 어쩌면)                                                    | Eddy Kim      | 4:54     |  |
| 7.  | «I'm Here» (Guitar Solo Ver.)                                               | Jung Jae-pil  | 3:46     |  |
| 8.  | «Inevitable duel» (피할 수 없는 결투)                                       | Jung Se-rin   | 3:07     |  |
| 9.  | «The Beginning of Magic» (마법의 시작)                                      | Jung Se-rin   | 4:27     |  |
| 10. | «Delusion and Truth» (망상과 진실)                                          | Ju In-ro      | 3:00     |  |
| 11. | «New Enemies Detected» (새로운 적 발견)                                     | Kim Hyun-do   | 2:21     |  |
| 12. | «Death in Granada»                                                          | Lee Roo-ri    | 2:15     |  |
| 13. | «Unreal Reality» (비현실 같은 현실)                                         | Lee Roo-ri    | 2:32     |  |
| 14. | «The World of Mystery» (신비의 세계)                                        |               | 2:54     |  |
| 15. | «Connection Error» (접속 오류)                                              | Lee Roo-ri    | 2:23     |  |
| 16. | «Accidental Encounter» (우연한 만남)                                        | Lee Yoon-ji   | 3:33     |  |
| 17. | «Magical Reality Drawn In Front of the Eyes» (눈앞에 그려진 마법 같은 현실) | Lee Yoon-ji   | 2:11     |  |
| 18. | «Hostel Bonita» (보니따 호스텔)                                             | Lee Roo-ri    | 2:15     |  |
| 19. | «Embarrassing Incident» (당황스러운 사건)                                   | Lee Yoon-ji   | 1:38     |  |
| 20. | «Victory Achieved» (승리 달성)                                              | Kim Hyun-do   | 2:33     |  |
| 21. | «Play Harder» (게임 노가다)                                                 | Goo Bon-chun  | 2:57     |  |
| 22. | «Three Dimensional Space» (3차원의 공간)                                    | Kim Hyun-do   | 2:21     |  |
| 23. | «Beyond Limits Game» (한계를 넘어선 게임)                                   | Jung Se-rin   | 2:55     |  |
| 24. | «Alliance Made» (동맹을 맺었습니다)                                         | Jung Se-rin   | 3:05     |  |
| 25. | «Item He Left» (그가 남긴 아이템)                                           | Jung Se-rin   | 3:17     |  |
| 26. | «Stories Started in Granada» (그라나다에서 시작된 이야기)                   | Seo Ye-rin    | 3:01     |  |
| 27. | «Hola!»                                                                     | Lee Roo-ri    | 2:31     |  |
| 28. | «Bad Day» (잘 안 풀리는 하루)                                               | Lee Yoon-ji   | 2:40     |  |
| 29. | «You're Kidding...?» (농담이시죠...?)                                       | Noh Yoo-rim   | 2:06     |  |
| 30. | «The Master of Mind Game» (밀당의 고수)                                     | Shin Yoo-jin  | 1:29     |  |
| 31. | «Complex Mind» (복잡한 마음)                                                | Kim Hyun-joo  | 2:28     |  |
| 32. | «Anxious Time» (불안한 시간)                                                | Lee Yoon-ji   | 2:40     |  |
| 33. | «Lost Se-ju» (사라진 세주)                                                  | Lee Yoon-ji   | 3:44     |  |
| 34. | «Dangerous Quest» (위험한 퀘스트)                                           | Joo In-ro     | 2:33     |  |
| 35. | «Virtual or Reality» (가상 또는 현실)                                       | Kim Hyun-do   | 2:55     |  |
| 36. | «Inner Conflict» (내면의 갈등)                                              | Noh Yoo-rim   | 2:10     |  |
| 37. | «Jin-woo's Fear» (진우의 두려움)                                            | Shin Yoo-jin  | 2:57     |  |
| 38. | «Endless Hallucinations» (끝없는 환각)                                      | Noh Yoo-rim   | 2:29     |  |
| 39. | «New User» (새로운 유저)                                                    | Noh Yoo-rim   | 2:29     |  |
| 40. | «Save Me, Boss» (살려주세요 대표님)                                         | Kim Hyun-do   | 2:37     |  |
| 41. | «Mysterious Whereabouts» (묘연한 행방)                                      | Seo Ye-rin    | 3:34     |  |
| 42. | «Recuerdos de la Alhambra»                                                  | Jang Dae-geon | 4:24     |  |

## Premios y nominaciones
| Año  | Categoría                   | Premio                   | Nominado (a)  | Resultado |
| ---- | --------------------------- | ------------------------ | ------------- | --------- |
| 2019 | Female Top Excellence Award | Korea Drama Award        | Park Shin-hye | Pendiente |
| 2019 | Art Award                   | 55th Baeksang Arts Award | Park Sung-jin | Ganador   |